# Quiviquinta
Quiviquinta es una localidad del Municipio de Huajicori, Nayarit. (México). Se encuentra en las riberas del río Acaponeta y tiene una población de 406 habitantes, según el censo de 2000.

## Geografía
Se localiza geográficamente en las coordenadas 22°43′51″ N y 105°19′54″ O; ubicada 30 km al norte de la cabecera municipal Huajicori, y a 210 km de la Ciudad de Tepic, capital del estado de Nayarit. Tiene 80 m de altitud. Es cabecera ejidal.

## Agricultura
El Ejido de Quiviquinta es productor de maíz, frijol, tabaco, limón, nanchi, jamaica, forrajes y mango.
La Agricultura es mayoritariamente de temporal, sólo en las riveras del Río Acaponeta, en los brazos de algunos aforos importantes y en jagüeyes se puede realizar el riego por aspersión. La producción de ganado, se enfoca al bovino, porcino, equino y aves de corral.
Tiene como anexos importantes las localidades de El Guamuchilar, Mineral de Cucharas, El Contadero, El Llano de Tenepanta y Valontita.

## Tiempos Militares
En tiempos del Distrito Militar de Tepic, fue Cuartel de Don Manuel Lozada, el Tigre de Alica; una vez que se emancipó contra el gobierno de México.
En Quiviquinta sobresale la construcción de la plaza Pública, el centro de salud de IMSS-Solidaridad, la Primaria, la Telesecundaria, El Comisariado Ejidal, y la parroquia de la Iglesia católica.